# الظهر (الكويت)
الظهر، منطقة من مناطق محافظة الأحمدي في الكويت.
سميت بهذا الاسم لأنها كانت منطقة مرتفعة تسمى ظهر العدان.